# Il sarto di Toržok
Il sarto di Toržok (Закройщик из Торжка, Zakrojščik iz Toržka) è un film muto del 1925 diretto da Jakov Aleksandrovič Protazanov.